# Jacques Merli
Jacques Merli, né le 24 septembre 1888 dans le 15e arrondissement de Paris et mort pour la France le 23 novembre 1914 à Noyon (Oise), est un avocat français et membre de l'Action française.

## Présentation
Né dans une famille catholique le 24 septembre 1888, Jacques Merli est élevé en partie chez les Jésuites.
Il est diplômé en Sciences politiques, licencié en droit et devient avocat à la Cour de Paris. Il défend de nombreux Camelots du Roi qui passent devant les tribunaux. Royaliste lui-même, il est rédacteur de la chronique judiciaire dans L'Action française.
Jacques Merli est également un catholique dévot, il se rend en pèlerinage annuellement à Lourdes comme brancardier.
En 1908, il est réformé du service militaire. Il partage sa déception à son ami Abel Manouvriez mais parvient à s'engager volontaire au début de la Première Guerre mondiale dans le 104e régiment d'infanterie. Il participe à la bataille de Verdun puis combat à Gagny avant de se joindre à la bataille de la Marne.
Il est criblé de blessures aux bras et aux jambes le 2 octobre 1914 près de Roye et fait prisonnier par les Allemands. Il est transféré à l'hôpital civil de Noyon où les sœurs de Saint-Thomas de Villeneuve tentent de le soigner. Devant sa piété, les Allemands le transfèrent dans une salle réservée aux officiers malgré son grade. Il décède de ses blessures en captivité à Noyon le 23 novembre 1914.
Conformément aux souhaits de Jacques Merli, les mentions de brancardier de Lourdes et d’avocat à la Cour de Paris sont inscrites sur sa tombe. Il est décoré de la Croix de guerre avec étoile de bronze à titre posthume.

## Distinctions
- Croix de guerre 1914–1918